# Associazione Calcio Padova 1930-1931
Questa voce raccoglie le informazioni riguardanti l'Associazione Calcio Padova nelle competizioni ufficiali della stagione 1930-1931.

## Stagione
Il Padova nella stagione 1930-1931 partecipa al campionato di Serie B e si classifica al quarto posto con 43 punti, 3 in meno di Fiorentina e Bari promosse in Serie A. La squadra biancoscudata è allenata dal tecnico ungherese Lajos Kovacs e può contare sul miglior attacco del campionato, nonostante la cessione alla Juventus dell'attaccante Giovanni Vecchina, attacco biancorosso che realizza 77 reti in 34 partite. Ma per salire in Serie A non basta. Serve anche una buona difesa, che il Padova non ha in questa stagione, nella quale subisce 51 reti. E allora salgono con merito le meglio organizzate in difesa. Con 25 reti firmate Gastone Prendato non fa rimpiangere Vecchina, vincendo la classifica dei marcatori del campionato cadetto.

## Rosa
| N. |                   | Ruolo | Calciatore         |
| -- | ----------------- | ----- | ------------------ |
|    | Italia (bandiera) | P     | Alcide Bezzati     |
|    | Italia (bandiera) | P     | Antonio Colognese  |
|    | Italia (bandiera) | D     | Emilio Bergamini   |
|    | Italia (bandiera) | D     | Gino Callegari     |
|    | Italia (bandiera) | D     | Primo Danieli      |
|    | Italia (bandiera) | D     | Umberto Favero     |
|    | Italia (bandiera) | D     | Giovanni Marchioro |
|    | Italia (bandiera) | D     | Guido Scanferla    |
|    | Italia (bandiera) | D     | Toni Trevisan      |
|    | Italia (bandiera) | D     | Giulio Zanninovich |

| N. |                   | Ruolo | Calciatore         |
| -- | ----------------- | ----- | ------------------ |
|    | Italia (bandiera) | A     | Alessandro Astolfi |
|    | Italia (bandiera) | A     | Eraldo Bedendo     |
|    | Italia (bandiera) | A     | Federico Busini    |
|    | Italia (bandiera) | A     | Cesarino Franchini |
|    | Italia (bandiera) | A     | Gastone Gamba      |
|    | Italia (bandiera) | A     | Valerio Gravisi    |
|    | Italia (bandiera) | A     | Aldo Oriani        |
|    | Italia (bandiera) | A     | Mario Perazzolo    |
|    | Italia (bandiera) | A     | Gastone Prendato   |

## Risultati

### Serie B

#### Girone di andata
| Arbitro: | Garbieri (Genova) |

|                            |           |  |
| Pagliarini 55’ Ravetta 69’ | Marcatori |  |

| Arbitro: | Giulini (Lodi) |

|                        |           |           |
| Prendato 25’, 32’, 76’ | Marcatori | 22’ Ricci |

| Arbitro: | Mazza (Genova) |

|                                       |           |                            |
| Bedetti 28’, 45’, 87’ Sanero 33’, 48’ | Marcatori | 36’ Perazzolo 89’ Prendato |

| Arbitro: | Rovida (Milano) |

|                |           |                                         |
| R. Zanolla 34’ | Marcatori | 8’, 35’, 60’ Prendato 50’ (aut.) Piffer |

| Arbitro: | Gonani (Ravenna) |

|                                            |           |               |
| Prendato 4’, 88’ Bedendo 33’ Perazzolo 34’ | Marcatori | 49’ D'Odorico |

| Arbitro: | Serra (Bologna) |

|                                |           |                         |
| Prendato 2’ Bedendo 75’ (rig.) | Marcatori | 38’ Vaccaro 49’ Bertoli |

| Arbitro: | Sani (Ferrara) |

|            |           |              |
| Devoto 72’ | Marcatori | 12’ Prendato |

| Arbitro: | D'Alessandro (Vercelli) |

|                       |           |  |
| Rossi 44’ Puccini 69’ | Marcatori |  |

| Arbitro: | Mattea (Casale Monferrato) |

|                          |           |  |
| Prendato 52’ Bedendo 74’ | Marcatori |  |

| Arbitro: | Badiani (Prato) |

|              |           |              |
| Guanzini 73’ | Marcatori | 71’ Prendato |

| Arbitro: | Quilleri (Brescia) |

|                   |           |                                  |
| Arneri 49’ (rig.) | Marcatori | 24’ (rig.) Bedendo 30’ Perazzolo |

| Padova 14 dicembre 1930 12ª giornata | Padova             | 0 – 0 | Bari | Stadio Silvio Appiani\| Arbitro: \| Scorzoni (Bologna) \| |
| Arbitro:                             | Scorzoni (Bologna) |       |      |                                                           |

| Arbitro: | U.Gama (Milano) |

|                                |           |                         |
| Bonesini 8’ (rig.) Patuzzi 12’ | Marcatori | 16’ Gravisi 33’ Bedendo |

| Arbitro: | Barlassina (Novara) |

|             |           |                       |
| Gravisi 39’ | Marcatori | 3’ Kregar 25’ Moretti |

| Arbitro: | Corradini (Bologna) |

|                                                        |           |  |
| Bedendo 30’ Gravisi 31’ Gamba 35’ F. Busini 90’ (rig.) | Marcatori |  |

| Arbitro: | Sianesi (Milano) |

|            |           |                                        |
| Scheer 35’ | Marcatori | 46’ (aut.) Corallo 85’ (aut.) Giannone |

| Arbitro: | Ciamberlini (Genova) |

|                                             |           |  |
| Gamba 35’ Zanninovich 60’, 76’ Prendato 87’ | Marcatori |  |

#### Girone di ritorno
| Arbitro: | Scorzoni (Bologna) |

|                                                                 |           |                             |
| Prendato 2’, 21’ Perazzolo 41’ Gravisi 51’ Busini 57’ Gamba 59’ | Marcatori | 54’ (rig.) Checco 75’ Mosca |

| Arbitro: | Rovida (Milano) |

|            |           |  |
| Radice 77’ | Marcatori |  |

| Arbitro: | Brighenti (Trento) |

|                                    |           |                         |
| Gravisi 21’ Gamba 24’ Prendato 70’ | Marcatori | 86’ Panzeri 88’ Paniati |

| Arbitro: | Brunelli (Bologna) |

|                                  |           |                                     |
| Bedendo 65’ (rig.) Franchini 67’ | Marcatori | 12’ R. Zanolla 77’ (aut.) Colognese |

| Arbitro: | Corradini (Bologna) |

|                                          |           |                                               |
| Vittorio 9’, 44’ D'Odorico 42’, 67’, 70’ | Marcatori | 18’ Callegari 45’, 85’ Prendato 74’ F. Busini |

| Arbitro: | Dall'Era (Brescia) |

|                                                   |           |                        |
| Perazzolo 7’ Prendato 60’ Callegari 65’ Gamba 77’ | Marcatori | 39’ (rig.) U. Santillo |

| Arbitro: | Sani (Ferrara) |

|                         |           |  |
| Bertoli 43’ Stocchi 69’ | Marcatori |  |

| Arbitro: | Sianesi (Milano) |

|                                |           |                  |
| Gravisi 46’ Bedendo 60’ (rig.) | Marcatori | 86’ (rig.) Barni |

| Arbitro: | Gonani (Ravenna) |

|                                                 |           |                             |
| Gamba 1’ Prendato 20’ Bedendo 36’ Scanferla 54’ | Marcatori | 46’ Foglia 88’ Dalle Vedove |

| Arbitro: | Rovida (Milano) |

|                                             |           |  |
| Prendato 30’ Gravisi 71’, 74’ Franchini 88’ | Marcatori |  |

| Arbitro: | Malagodi (Ferrara) |

|                                                    |           |                             |
| Prendato 6’ Bedendo 21’, 74’, 83’ Gravisi 33’, 34’ | Marcatori | 32’ Perazzi 76’ M. Barbieri |

| Arbitro: | Mastellari (Bologna) |

|  |           |              |
|  | Marcatori | 23’ Prendato |

| Arbitro: | U.Gama (Milano) |

|                                            |           |                    |
| Gorini 36’ Carrera 44’, 70’, 84’ Giuge 49’ | Marcatori | 52’ (rig.) Bedendo |

| Arbitro: | Mattea (Casale Monferrato) |

|               |           |  |
| Baldinotti 2’ | Marcatori |  |

| Cornigliano 14 giugno 1931 32ª giornata | Liguria             | 0 – 2 A tavolino per rinuncia del Liguria | Padova | Stadio del Littorio\| Arbitro: \| Barlassina (Novara) \| |
| Arbitro:                                | Barlassina (Novara) |                                           |        |                                                          |

| Arbitro: | Salvagno (Trieste) |

|              |           |  |
| Prendato 79’ | Marcatori |  |

| Arbitro: | Mattea (Casale Monf.) |

|                                               |           |                                  |
| A. Giorgietti 32’ Simonini 67’ Puccinelli 74’ | Marcatori | 13’, 23’ Franchini 29’ Perazzolo |

## Statistiche

### Statistiche di squadra
| Competizione | Punti | In casa | In casa | In casa | In casa | In casa | In casa | In trasferta | In trasferta | In trasferta | In trasferta | In trasferta | In trasferta | Totale | Totale | Totale | Totale | Totale | Totale | DR  |
| Competizione | Punti | G       | V       | N       | P       | Gf      | Gs      | G            | V            | N            | P            | Gf           | Gs           | G      | V      | N      | P      | Gf     | Gs     | DR  |
| ------------ | ----- | ------- | ------- | ------- | ------- | ------- | ------- | ------------ | ------------ | ------------ | ------------ | ------------ | ------------ | ------ | ------ | ------ | ------ | ------ | ------ | --- |
| Serie B      | 43    | 17      | 13      | 3       | 1       | 52      | 18      | 17           | 5            | 4            | 8            | 25           | 33           | 34     | 18     | 7      | 9      | 77     | 51     | +26 |

### Statistiche dei giocatori
| Giocatore      | Serie B  | Serie B |
| Giocatore      | Presenze | Reti    |
| -------------- | -------- | ------- |
| A. Astolfi     | 2        | 0       |
| E. Bedendo     | 31       | 13      |
| E. Bergamini   | 31       | 0       |
| A. Bezzati     | 10       | ?       |
| F. Busini      | 23       | 3       |
| G. Callegari   | 25       | 2       |
| A. Colognese   | 23       | ?       |
| P. Danieli     | 2        | 0       |
| U. Favero      | 15       | 0       |
| C. Franchini   | 12       | 4       |
| G. Gamba       | 27       | 6       |
| V. Gravisi     | 32       | 10      |
| G. Marchioro   | 21       | 0       |
| A. Oriani      | 4        | 0       |
| M. Perazzolo   | 31       | 6       |
| G. Prendato    | 33       | 25      |
| G. Scanferla   | 27       | 1       |
| T. Trevisan    | 3        | 0       |
| G. Zanninovich | 11       | 2       |